# 안토넬라 코스타
안토넬라 코스타(Antonella Costa, 1980년 3월 19일 ~ )는 아르헨티나의 배우이다.

## 출연 작품
- 드라이 마티나 (2018)
- 인에비터블 (2013)
- 머치 베러 댄 유 (2013)
- 사도우르니스 버터플라이즈 (2012)
- 앱센트 (2011)
- 운수 나쁜 날 (2009)
- 돈 룩 다운 (2008)
- 엘 코브라도르 (2006)
- 모터싸이클 다이어리 (2004)